# Janggala (Sukaraja)
Janggala is een bestuurslaag in het regentschap Tasikmalaya van de provincie West-Java, Indonesië. Janggala telt 5094 inwoners (volkstelling 2010).